# Cantalpino
Cantalpino ist ein Ort und eine westspanische Gemeinde (municipio) in der Provinz Salamanca in der Autonomen Gemeinschaft Kastilien-León. 2024 hatte die Gemeinde 804 Einwohner. Neben dem Hauptort Cantalpino gehören noch die Ortschaft Revilla sowie die Wüstungen Cotorillo, Cuarto de la Asunción, Torre de Moncantar und Villafuerte zur Gemeinde.

## Geographie
Cantalpino befindet sich etwa 28 Kilometer ostnordöstlich vom Stadtzentrum der Provinzhauptstadt Salamanca in einer Höhe von ca. 810 m. 

## Bevölkerungsentwicklung
| Jahr      | 1900 | 1920 | 1950 | 1970 | 1981 | 1991 | 2001 | 2011 | 2021 |
| Einwohner | 1806 | 1933 | 2442 | 1913 | 1542 | 1315 | 1155 | 1007 | 821  |

## Sehenswürdigkeiten
- Peterskirche (Iglesia de San Pedro Apostól)

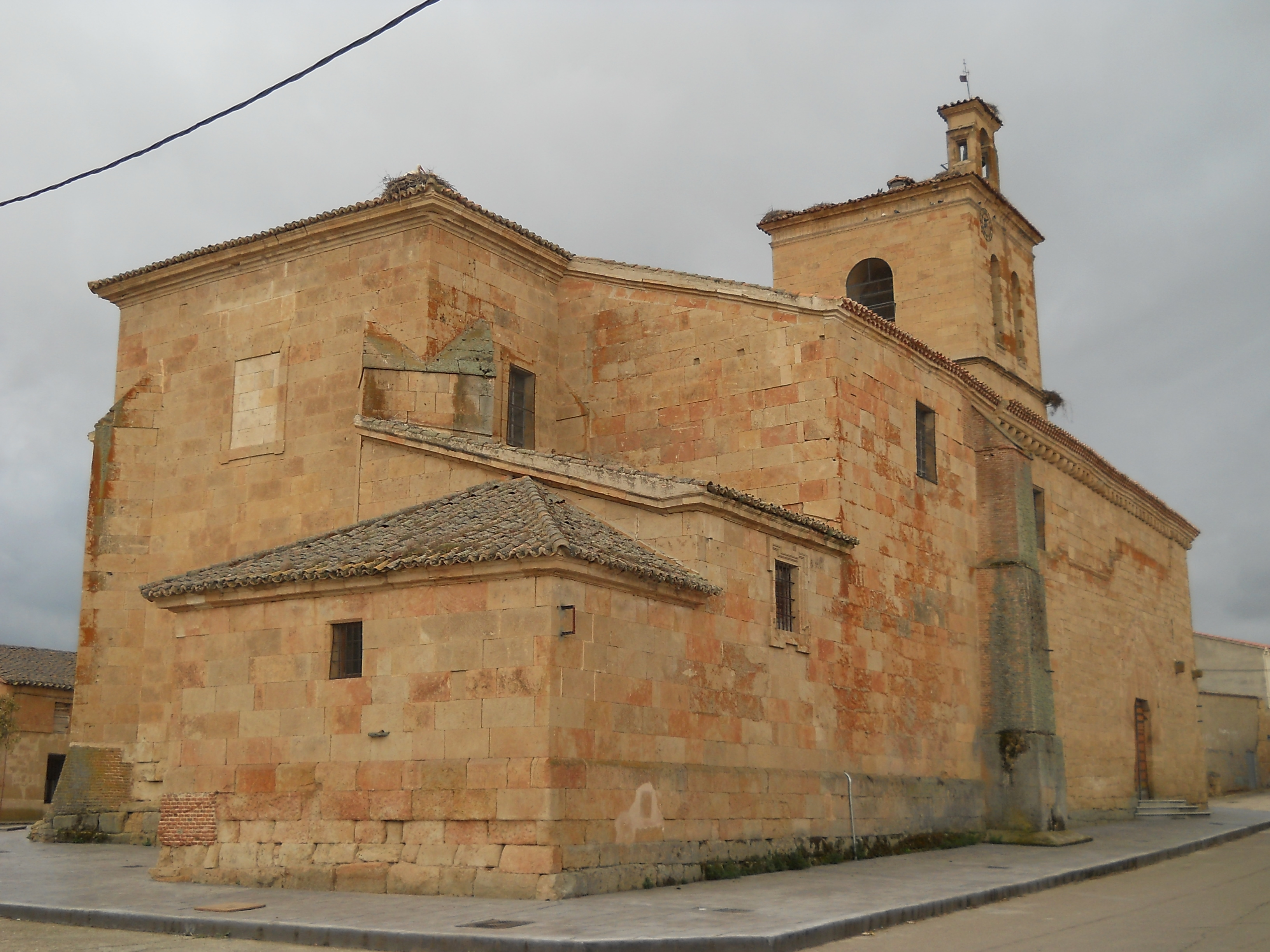
Peterskirche

## Persönlichkeiten
- Eusebia Palomino Yenes (1899–1935), Ordensschwester, 2004 selig gesprochen